# San Saba
Pour les articles homonymes, voir San Saba (homonymie).
San Saba est l'un des 22 rioni de Rome. Il est désigné dans la nomenclature administrative par le code R.XXI.

## Historique
Au début de 1900, l'église et le monastère de San Saba étaient encore en pleine campagne. Entre 1907 et 1914, la commune de Rome décida de bâtir dans la zone des habitations destinées aux classes moyennes ; pour ne pas gâter le caractère de la zone archéologique toute proche, le projet prévit des maisons de petite taille, souvent entourées de jardins, et beaucoup d'espaces verts.
En 1921, les nouveaux quartiers populaires de San Saba et Testaccio furent détachés du rione de Ripa, pour constituer eux-mêmes un rione à part entière.
|  |  |

San Saba compte aujourd'hui 3 657 habitants, figurant parmi les zones les moins peuplées de Rome. Le rione est un havre de paix et de tranquillité en plein centre de la capitale. La circulation automobile y est rare, les rues silencieuses, presque hors du temps ; San Saba étant ignoré par les routes touristiques habituelles malgré son charme, on n'y rencontre que de rares résidents. La Piazza Bernini, au cœur du rione, sur laquelle donne le chevet de l'église San Saba, pourrait sembler la place principale d'un village de province, avec ses boutiques et ses bancs à l'ombre des arbres.

## Monuments civils et religieux
- Les thermes de Caracalla
- Porta San Paolo
- Porta San Sebastiano
- Arc de Drusus
- Basilique San Saba
- Église Santa Balbina all'Aventino
- Église Santi Nereo e Achilleo
- Palazzo FAO